# Yzeures-sur-Creuse
Yzeures-sur-Creuse é uma comuna francesa na região administrativa do Centro, no departamento Indre-et-Loire. Estende-se por uma área de 55,42 km². Em 2010 a comuna tinha 1 397 habitantes (densidade: 25,2 hab./km²).

## Geografia

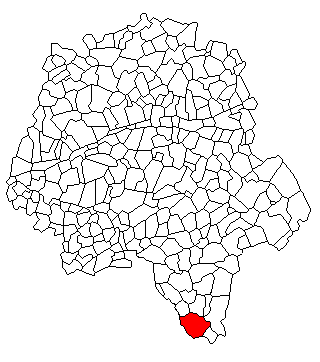
Yzeures sur Creuse no departamento Indre-et-Loire.

A cidade é atravessada pelo rio Creuse e rio gartempe.
O município está localizado no vale do Creuse e a confluência do mesmo com Gartempe esteja situada no seu território.
Abrange 55 km² (8° departamento comum para a região), 5 542 ha. Tem grandes áreas florestais (um terço do país está a 1 850 ha de madeira).
Está localizado no sul do departamento de colocação junto aos departamentos de Indre (36) e Vienne (86). Voltando um pouco de tempo, já estava localizado no cruzamento de três antigas províncias de Touraine, Poitou e Berry.
A vantagem comum do spa da cidade vizinha de La Roche-Posay. Yzeures também oferece uma gama de atividades turísticas que permitiu que ele se qualificar de Station Verte de Vacances.

## Demografia

### População
| 1793  | 1800  | 1806  | 1821  | 1831  | 1836  | 1841  | 1846  | 1851  |
| ----- | ----- | ----- | ----- | ----- | ----- | ----- | ----- | ----- |
| 1 298 | 1 286 | 1 347 | 1 389 | 1 690 | 1 774 | 1 828 | 1 880 | 1 874 |

| 1856  | 1861  | 1866  | 1872  | 1876  | 1881  | 1886  | 1891  | 1896  |
| ----- | ----- | ----- | ----- | ----- | ----- | ----- | ----- | ----- |
| 1 938 | 1 908 | 1 903 | 1 855 | 1 837 | 1 792 | 1 823 | 1 874 | 1 843 |

| 1901  | 1906  | 1911  | 1921  | 1926  | 1931  | 1936  | 1946  | 1954  |
| ----- | ----- | ----- | ----- | ----- | ----- | ----- | ----- | ----- |
| 1 793 | 1 777 | 1 728 | 1 625 | 1 653 | 1 607 | 1 520 | 1 527 | 1 445 |

| 1962 | 1968  | 1975  | 1982  | 1990  | 1999  | 2006  | 2007  | 2008  |
| --- | ----- | ----- | ----- | ----- | ----- | ----- | ----- | ----- |
| 1 529 | 1 588 | 1 737 | 1 820 | 1 747 | 1 476 | 1 467 | 1 463 | 1 466 |
| Para os censos de 1962 a 2006 a população legal corresponde à popolução sem duplicidades, segundo define o INSEE. |       |       |       |       |       |       |       |       |

### Gentílico
Os nativos da cidade são chamados yzeurois.

## Cultura e Património

### Museus
O Museu do Minerva

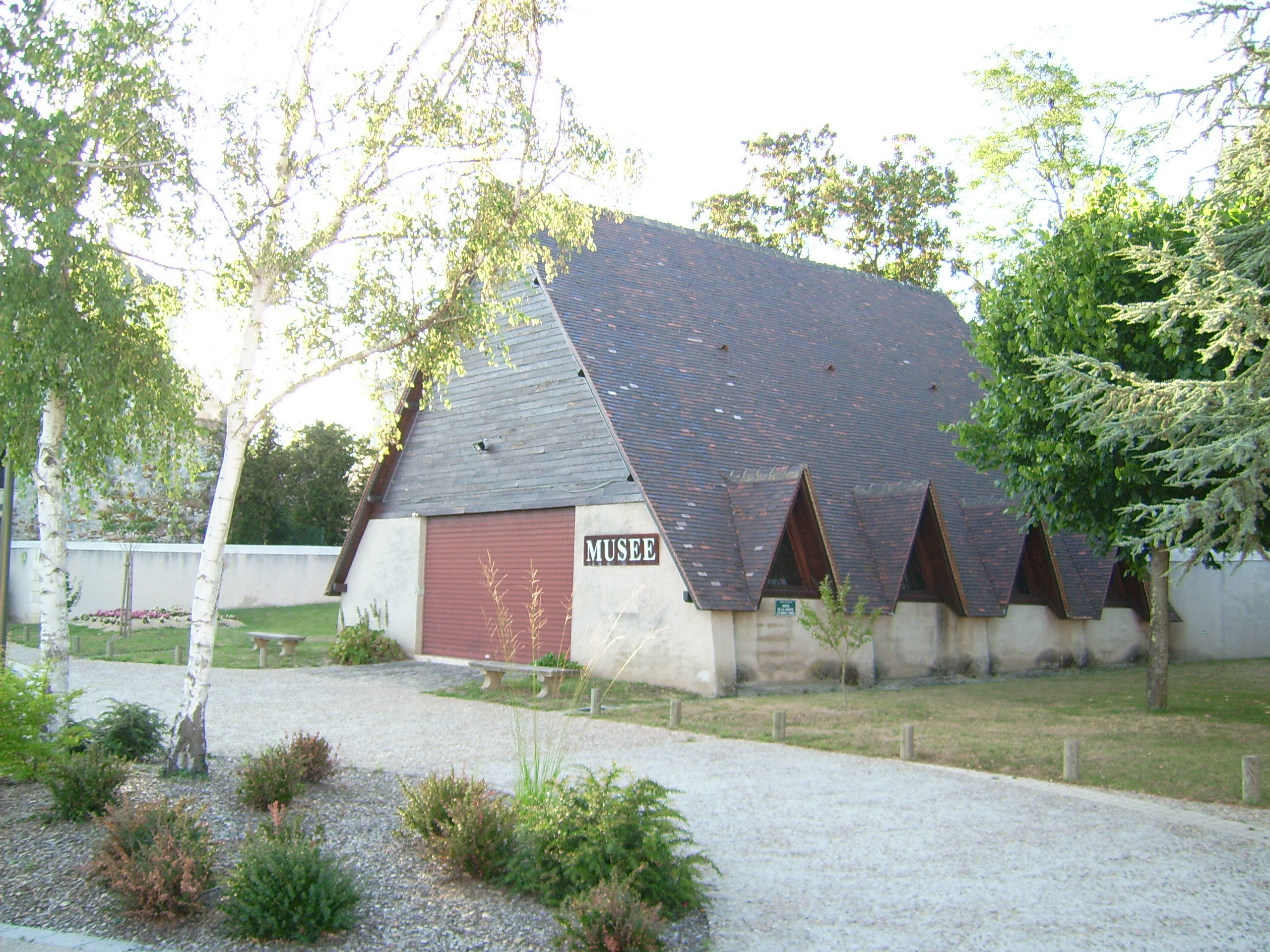
Museu do Minerva

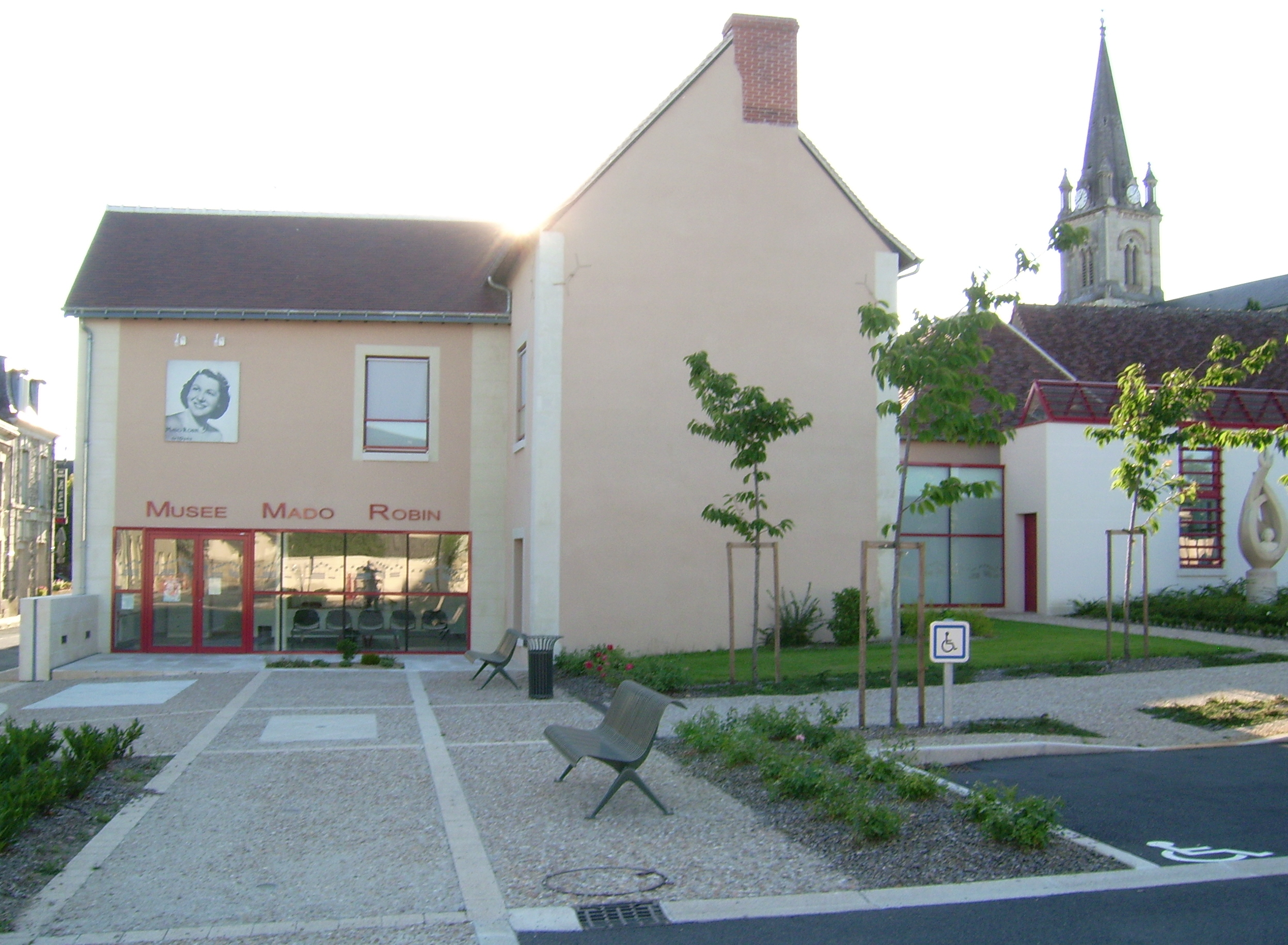
Museu Mado Robin

Museu Arqueológico. Este museu tem muitas Gallo-ruínas romanas, incluindo um pilar votivo em Júpiter. Ela acolhe regularmente exposições temporárias.
O Museu Mado Robin
Este museu exibe memorabília do cantor, nascido na aldeia. Você pode ver fotos, cartazes e materiais audio-visuais, mas também a sua fase figurinos apresentados em conjuntos de reconstituído suas maiores papéis.
Biblioteca
O município de Yzeures sur Creuse tem uma biblioteca pública, que faz parte da Direcção Departamental de Bibliotecas e da Leitura de Indre-et-Loire.
Seus horários são: Terça-feira: 16h - 18h; Quarta-feira: 15h - 18h; quinta-feira: 9h - 12h; Sábado: 10h - 12h.

### Eventos Culturais
- Yzeures'n'Flore, todos no jardim. Festival das Flores, em finais de Abril.
- Dia de Música
- Ethni'cité Festival no sábado, dia 11 de Julho de 2009.
- Yzeures'n'Rock Concerto gratuito. Em 2009, a 4ª edição deste evento será realizado no sábado, dia 1 ago.

### Pré-monumentos medievais
- Dólmen de La Pierre Levée
- Necrópole Merovingian em torno da igreja

### Castelos
- Castelo Granges século XVI

Monument Historique
- Castelo Harambure século XVIII - século XIX
- Castelo Pairé/Pere século XV
- Castelo Thou século XVI

Monument Historique
- Castelo Marigny século XXVII
- Castelo Gaudru século XV - século XVI
- Castelo La Motte século XIX

### Edifícios Religiosos
- Igreja Notre Dame do neo-bizantino-romana, reconstruída no final do século XIX no site de uma igreja muito antiga, ela própria construída sobre as ruínas de um templo galo-romano, onde permanece importante. A parede norte da nave é um resquício do velho edifício do século XII. Podemos constatar a presença, dentro da igreja, um baixo-relevo representando a "Última Ceia" data do século XII.

## Filhos ilustres

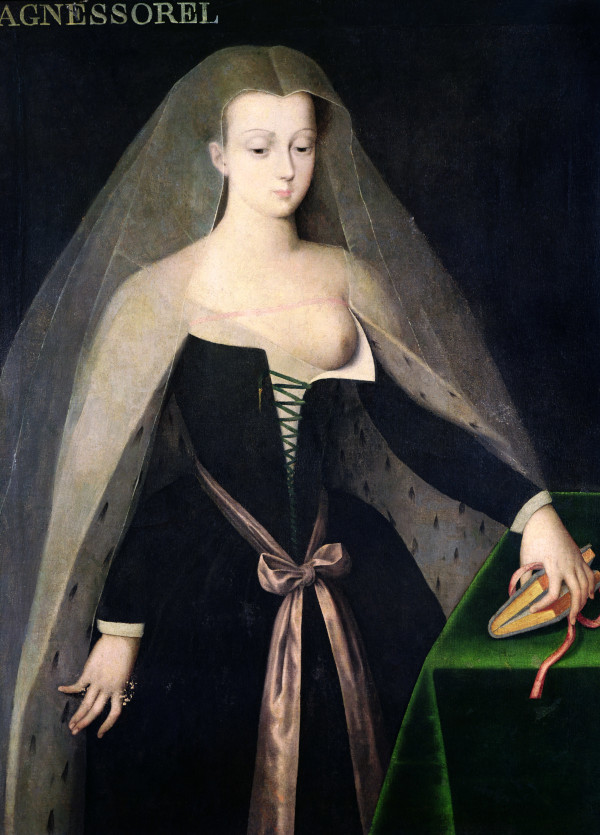
Agnes Sorel retrato por Jean Fouquet

- Madeleine Marie Robin, conhecida como Mado Robin, (Yzeures-sur-Creuse, 29 de Dezembro de 1918 — 10 de Dezembro de 1960) foi uma soprano francesa. Soprano ultra leggero, tinha uma escala vocal excepcionalmente grande (ela emitia o Re6 acima do Dó agudo de Soprano) que proporcionou um amplo repertório.
- Agnes Sorel. É normalmente aceite que nasceu em Fromenteau (comuna de Yzeures)
- Camille de la Croix disse o pai da Cruz (nascido em 1831 e morreu em 1911) é um historiador e arqueólogo francês. Começou escavações em 1896, o templo de Minerva de Yzeures.
- Paul Haviland, fotógrafo (Paris 1880 - Yzeures sur Creuse 1950). Ele era casado com Suzanne Lalique, filha de René Lalique, criativa fantasias e decorações da Comédie Française.
- Georges-Gabriel Picard, pintor, membro da Comissão de Belas Artes (1857 Remiremont - Yzeures sur Creuse 1943).